# Неофициальное искусство СССР
Неофициальное искусство СССР (или другое искусство, альтернативное искусство, нонконформистское искусство, подпольное искусство, андерграунд) — под этим названием объединяют представителей различных художественных течений в изобразительном искусстве СССР 1950—1980-х годов, которые по соображениям политической и идеологической цензуры были вытеснены официальными властями из публичной художественной жизни. Вследствие «андеграундного» существования неофициальное искусство в СССР было тесно связано с неформальными молодёжными движениями (например, московские концептуалисты и хиппи, ленинградские Товарищество Экспериментального Изобразительного Искусства, митьки и рокеры).

## История
В начале 1930 годов советское государство взяло под свой контроль всё художественное пространство страны. Постановлением ЦК ВКП(б) от 23 апреля 1932 года «О перестройке литературно-художественных организаций» все творческие работники объединялись в единые союзы: Союз художников, Союз писателей и так далее. Единственным допустимым стилем творчества для членов творческих союзов становился социалистический реализм, что было закреплено в 1934 году на I Всесоюзном съезде советских писателей. Соцреализм противопоставлялся как реализму XIX века, так и абстрактному искусству, и тотально доминировал в живописи с 1930-х до 1980-х годов, оставляя другим направлениям только неофициальные проявления.
Искусство, не вписывавшееся в официальную идеологию, было выставлено прочь из музеев, но нашло прибежище в частных коллекциях, салонах и студиях. Часть произведений попала в закрытые фонды библиотек, однако при наличии связей к ним можно было получить доступ. Хотя для художников, не работавших в соцреализме, был закрыт путь в Союз художников, а значит, они не имели возможности профессионально зарабатывать на своих произведениях, они могли получать средства, работая в любительских кружках. Другим способом показать публично запретные работы была малая форма: иллюстрация, гравюра, графика. Благодаря этим факторам, неофициальные направления выжили и начали новое развитие после войны, особенно после смерти Сталина в 1953 году.
В период хрущёвской оттепели нонконформистское искусство перестало быть запрещённым, но его свобода была ограниченной, его рассматривали как молодёжное и использовали в качестве показательного на международной арене. Переломным моментом стала «30 лет МОСХ» 1962 года, подвергшаяся разносу Н. Хрущёва и вновь отправившая нонконформистов в подполье. Показы ушли из публичного пространства на частные квартиры, однако, в отличие от членов Союза художников, андеграундные авторы могли продавать работы на чёрном рынке. Покупателями картин становились иностранные дипломаты. Одной из этапных точек этого периода стала «выставка двенадцати» 1967 года в клубе «Дружба» на шоссе Энтузиастов в Москве.
1970-е годы стали следующим этапом — этапом борьбы новых авторов за право быть увиденными. Ключевым событием этого времени становится так называемая Бульдозерная выставка 1974 года, разогнанная милицией и тем самым выполнившая задачу: неформальное искусство стало известным. По итогу противостояния авторы, не состоявшие в Союзе художников, получили для своих произведений выставочный зал, однако открытая ими новая форма публичности оказалась гораздо ценнее и заложила почву для концептуального искусства следующих десятилетий.
В том же 1974 году в Измайловском парке в Москве прошла ещё одна выставка художников-нонконформистов, с 1974—1975 годах состоялись показы в ДК им. Газа и ДК «Невский» в Ленинграде. В 1978 году прошла первая разрешенная официально персональная выставка художника-нонконформиста: свои работы в ДК им. Дзержинского представлял Евгений Михнов-Войтенко. Живописная секции Московского объединённого комитета художников-графиков начала показ работ в легендарном выставочном зале на Малой Грузинской, 28, организованном в 1976 году. Однако многие представители неофициального искусства преследовались властями и КГБ и в разные годы эмигрировали из СССР.
Зародившееся после 1968 года концептуальное искусство совпало по времени с диссидентским движением и развивалось сходно и параллельно ему. Как и политические диссиденты, художники-концептуалисты создали за рубежом свой печатный орган — парижский журнал «А — Я». В творческой сфере акцент сместился с создания и продажи работ на их обсуждение и превращение в произведения искусства документации этих дискуссий. В это время не было критиков, и в их роли выступали сами художники. В концептуальных произведениях советского нонконформизма стёрлась грань между живописью, художественной литературой и исследованием, а устная коммуникация стала главным их выражением.
Параллельно аналогичные явления происходили в литературной и музыкальной жизни, имели место в театре и кино («полочные» фильмы, запрещённые спектакли).
В 1980-х годах, достаточно закрытое советское неофициальное искусство начало возвращаться к традиционным формам художественной жизни. Первой, всё ещё подпольной галереей, где уже выставлялись, а не только обсуждались работы, стала галерея «Апт-арт» на квартире художника Никиты Алексеева. Окончанием неофициального искусства в СССР можно считать 1986 год, когда Михаил Горбачёв объявил о начале перестройки.

## Особенности советского неофициального искусства
Советское неофициальное искусство в связи с объективными условиями существования имело характерные черты: нерыночность, тотальную коммуникативность в замкнутой среде, отказ от коллективизма и уравнительной системы. Следствием этого стало образование в среде художников-нонконформистов множества микросообществ, претендовавших на элитарность. Внешне это подчёркивалось непонятными названиями: «круг МАНИ», «НОМА» — и существованием внутри сообществ иерархии званий, что имитировало практику тайных обществ. По окончании советского периода эти особенности продолжали оказывать влияние на постсоветскую художественную сцену.
В художественном плане оказавшийся в подполье советский модернизм строился на отрицании коллективизма или фигуративизма. Попавший в Москву времена хрущёвской оттепели американский абстрактный экспрессионизм вдохновил на творчество новое поколение авангардистов. Представителями этого направления были Михаил Кулаков, работавший в стиле схожем с живописью действия, при этом превращавший сам процесс в перформанс; Владимир Слепян с уникальной техникой создания работ с помощью огня и Юрий Злотников, обратившийся в поисках художественных средств к кибернетике. Группа «Движение» Льва Нусберга возродила принципы авангарда 1920-х годов и создавала коллективные работы в направлениях конструктивизма, супрематизма, кинетического искусства, иллюзионизма.
Фигуративная живопись при радикальном индивидуализме оказалась наиболее востребованным направлением. В нём работали даже члены Союза художников, однако радикальные формы зародились в неофициальном искусстве. Характерной особенностью стало прямое копирование уже существующих произведений, что являлось попыткой восстановить упущенные этапы истории мировой живописи. Одним из ранних сообществ этого направления был «Лианозовский круг», к которому принадлежали художники Евгений Кропивницкий, Лев Кропивницкий, Лидия Мастеркова, Владимир Немухин, Оскар Рабин. Другими представителем были Михаил Шварцман, создавший собственное направление — «иератизм», абстрактное подобие иконы; Эдуард Штейнберг, работавший в стиле «религиозного абстракционизма» и превративший супрематические работы Малевича в фигуративистские.
В конце 1950-х — начале 1960-х годов зародился русский концептуализм. Первой группой этого направления был «Клуб сюрреалистов», в который входили художники Илья Кабаков, Виктор Пивоваров, Юрий Соболев, Юло Соостер. Русский концептуализм, как и неформальное искусство в целом, строился на том же отрицании советских принципов искусства, но одновременно вписывал соцреализм в общий исторический контекст и становился завершающим этапом изолированного существования русского искусства. Помимо «Клуба сюрреалистов» и в дальнейшем так называемого «московского концептуального круга» русский концептуализм разрабатывали Виталий Комар и Александр Меламид, основатели соц-арта. Подходы этих групп отличались тем, что московский концептуальный круг тяготел к литературно-художественным произведениям, в которых важную роль играл текст, а соц-арт склонялся к постмодернизму. Окончательное формирование этих направлений концептуализма произошло в 1972 году.
Второе поколение московского концептуального круга, в первую очередь представленное Андреем Монастырским, возникло в середине 1970-х годов. По-прежнему оставшись верным литературно-изобразительной традиции, художники второго поколения сместили акцент с крупной, «романоподобной» формы к минималистической «поэтической». Направление получило название русского минимализма (для отличия от западного минимал-арта, который не был концептуальным), а ориентирами для его последователей стали музыка Джона Кейджа и философия дзэн. Это течение породило такие формы как «мысленные перформансы» (текст, читаемый про себя), «перформансы для одного» (с участием одного зрителя), «перформансы для немногих» и «перформансы без зрителей» (до зрителей доходившие только в виде документирующих фотографий). Одним из художественных средств стала пишущая машинка, заимствованная у самиздата. Помимо Монастырского, к русскому минимализму принадлежали Римма и Валерий Герловины, Франциско Инфанте, Всеволод Некрасов, Дмитрий Пригов, группа «Коллективные действия».
Часть художников переосмысливали произведения соцреализма подобно тому, как популярную культуру переосмыслил поп-арт. Среди представителей этого направления — Михаил Рогинский, Михаил Чернышёв. Соц-арт стал дальнейшим развитием их идей.

## Ленинградский нонконформизм
Традиции авангардизма начали возрождаться в Ленинграде после войны, однако развитие они получили в 1950-е годы, с приходом молодых художников. Первыми представителями нового поколения были ученики Средней художественной школе при Академии художеств, в том числе Александр Арефьев, Владимир Шагин, Геннадий Устюгов. Будучи исключёнными из школы «за формализм», они образовали «Орден нищенствующих живописцев» и начали учиться живописи у Георгия Траугота.
После окончания хрущёвской оттепели, открывшей художникам современное западное искусство, в Ленинграде сформировалось четыре основные группы художников-нонконформистов. Первая — кружок авторов, объединившихся вокруг Арефьева и Шагина, исповедовавшая экспрессионизм и гротеск. Вторая — образованная в 1964 году группа «Живописное Возрождение» (позднее — «Санкт-Петербург») во главе с Михаилом Шемякиным, создавшая направление метафорический синтетизм. Третью группу объединил вокруг своей студии Осип Сидлин, среди его учеников — Анатолий Басин, Евгений Горюнов, Игорь Иванов. Четвёртая группа — «Домашняя академия», созданная в начале 1960-х годов Владимиром Стерлиговым, учеником Казимира Малевича. В неё входили художники Александр Батурин, Сергей Спицын (одновременно состоявший в Союзе художников), Геннадий Зубков, Владимир Смирнов, Михаил Цэруш, Александр Носов, Александр Кожин, Алексей Гостинцев.
Изредка художникам-нонконформистам удавалось устраивать быстротечные выставки на небольших площадка, а первое заметное мероприятия состоялось в весной 1963 года. 30 и 31 марта в Эрмитаже свои работы в рамках «Выставки художников-рабочих хозяйственной части Эрмитажа. Навстречу 200-летию Эрмитажа» выставили Михаил Шемякин, Константин. Кузьминский, М. Никитин, В. Кравченко, Олег Лягачев, Владимир Уфлянд, Владимир Овчинников. За этот «бунт такелажников» поплатился должностью тогдашний директор музея Михаил Артамонов.
В 1968 году художники выставлялись в клубе радиозавода имени Н. Г. Козицкого, в остальное время показы проходили на квартирах, в том числе в мастерской Владимра Овчинникова и квартире Константина Кузьминского. В это время начинается объединение ленинградских нонконформистов.
Бульдозерная выставка 1974 года проходит с участием представителей Ленинграда. Вслед за ней в родном городе они организуют разрешённые показы работ в ДК имени И. И. Газа (1974) и ДК «Невский» (1975), впоследствии названные «газоневщиной». Для закрепления успеха создаётся «Товарищество экспериментальных выставок», задачей которого становится получение разрешений на проведение выставок. Власти всячески противодействуют этой деятельности, выставки по-прежнему проходят на небольших, удалённых площадка, поэтому вновь возвращается практика квартирных показов, иногда проходят уличные акции, заканчивавшиеся конфликтами с милицией и арестами.
Во второй половине 1970-х годов формируются новые группы: «Алеф» Евгения Абегауза, «Летопись» Бориса Кошелохова. Однако к концу десятилетия давление властей вынуждает многих художников эмигрировать из страны. Оставшиеся художники-нонконформисты предпринимают попытку начать открытый диалог с властью и пишут письмо в отдел культуры при ЦК КПСС. В ответ им указывают, что место неформального искусства — в самодеятельности. Но ещё до получения официальной реакции, которой пришлось ждать полгода, 14—17 ноября 1981 года организуется выставка на Бронницкой, в которой свои работы удалось показать 61 художнику. Но главным стало то, что в процессе подготовки выставки родилась идея нового объединения — «Товарищества экспериментального изобразительного искусства», благодаря которому в следующие 10 лет было организовано 13 общих, 48 групповых и 7 персональных выставок в Ленинграде и 21 за границей, в которых приняло участие более 500 художников.

## Одесский нонконформизм
«Южным» направлением неофициального искусства СССР стало неофициальное искусство в Одессе второй половины XX века.
У истоков «второго одесского авангарда», по мнению искусствоведов, стоял Олег Соколов. Точкой же отсчёта «одесского нонконформизма» стал 1967 год, когда молодые художники Валентин Хрущ и Станислав Сычёв организовали «заборную» выставку своих работ «Сычик+Хрущик» на заборе одесского Оперного театра. Эта выставка продолжалась всего три часа. Так началось движение одесского неофициального искусства.
Художники, воплощавшие «чуждую» культуру, нашли выход к зрителю через «квартирные выставки». Ядром движения одесского нонконформизма стали: Александр Ануфриев, Валерий Басанец, Виктор Маринюк, Владимир Стрельников, Людмила Ястреб. К этой основной группе, название которой дала Людмила Ястреб, — «нонконформисты», впоследствии присоединились Игорь Божко, Олег Волошинов, Руслан Макоев, Станислав Сычёв, Евгений Рахманин, Александр Стовбур, Валентин Хрущ, Владимир Цюпко и другие художники. Обособленную позицию занял художник Люсьен Дульфан. От московского неофициального искусства, «одесский нонконформизм» отличался отсутствием политизации, уходом в «чистое искусство», поиском эстетических форм самовыражения.
Самиздатовское издание 1980 года «Одесские художники» даёт перечень художников одесского авангарда: Валентин Хрущ, Евгений Рахманин, Николай Морозов, Владимир Цюпко, Игорь Божко, Александр Стовбур, Валерий Басанец, Михаил Ковальский, Сергей Князев, Владимир Наумец, Николай Степанов, Александр Дмитриев, Надежда Гайдук, Виталий Сазонов, Виктор Рисович, Михаил Черешня, Евгений Годенко, Руслан Макоев, Анатолий Шопин, Олег Соколов, Юрий Егоров, Александр Ануфриев, Владимир Стрельников, Людмила Ястреб, Виктор Маринюк.
В 1990-е годы к составу группы присоединяются Сергей Савченко и Василий Сад.
Большинство участников группы в 1980-х годах эмигрировало, умерло или перебралось в Москву. На смену пришло новое поколение художников: Александр Ройтбурд, Василий Рябченко, Сергей Лыков, Елена Некрасова. Эта группа малоизвестных в «официальной» среде Союза художников и не связанная со средой неофициальной — «нонконформистской», провела в конце 1980-х две крупные резонансные выставки «После модернизма 1» и «После модернизма 2» в пространстве государственного учреждения — Одесского художественного музея. Тематика, сюжеты работ, их масштабные форматы положили начало нового направления в изобразительном искусстве Одессы. В промежутке между двумя вышеупомянутыми выставками состоялась выставка «Новые фигурации» в Одесском литературном музее, к участию в которой были привлечены молодые художники Киева. Это стало началом интеграции «Одесской группы» в контекст актуального на тот период общеукраинского арт движения.

## Музеи
В 1990-х годах многие образцы «неофициального искусства» вошли в фонд и экспозицию ГТГ, Русского музея, Московского музея современного искусства, Государственного центра современного искусства (ГЦСИ), не говоря о частных галереях.
Музей нонконформистского искусства в Санкт-Петербурге создан Товариществом «Свободная культура» в 1998 году в рамках Арт-центра «Пушкинская, 10».
В 2000 в Российском государственном гуманитарном университете (РГГУ) был открыт музей «Другое искусство». Основу его составила коллекция неофициального искусства, которую собрал легендарный московский коллекционер Леонид Прохорович Талочкин (1936—2002).
Музей современного искусства Одессы создан в 2008 г. на основе собрания работ мастеров «второй волны одесского авангарда» коллекционера М. Кнобеля.